# Ian McEwan
Ian McEwan (* 21. června 1948 Aldershot, Anglie) je britský spisovatel, držitel Řádu britského impéria a autor známého románu Betonová zahrada. Pro ni a pro svá raná díla bývá v angličtině a francouzštině přezdíván Ian Macabre (děsivý, makabrózní, hrůzný Ian), v češtině někdy jako básník perverze.

## Život
McEwan se narodil v Aldershotu v Anglii, ač velkou část svého života strávil na Dálném východě, v Německu a v severní Africe, kde byl jeho otec vyslán jako armádní důstojník. Mladý Ian vystudoval University of Sussex a University of East Anglia, kde byl absolventem kurzu tvůrčího psaní Malcolma Bradburyho.
V roce 1999 s ním jeho první žena, Penny Allen, prohrála soudní spor a McEwanovi bylo uděleno opatrovnictví nad oběma jejich syny. Jeho druhá žena, Annalena McAfee, je redaktorkou britského deníku The Guardian.
V březnu 2004, jen několik měsíců poté, co jej britská vláda přizvala na večeři s americkou první dámou, Laurou Bushovou, mu byl odepřen přístup do USA na bezpracovní vízum (McEwan měl asistovat na několika placených autorských čteních). Po pár dnech a mnoha ohlasech v britských médiích byl McEwan nakonec do USA přijat. Celní úředníci, jak sám uvedl, mu sdělili: „Stále vás nechceme pustit, přitahujeme takhle ale mnoho nežádoucí publicity.“ Vláda USA McEwanovi později poslala omluvný dopis.[zdroj?]
Je členem Královské literární společnosti (Royal Society of Literature), Královské umělecké společnosti (Royal Society of Arts) a Americké akademie umění a věd (American Academy of Arts and Sciences). V roce 1990 mu byla udělena Toepferovou nadací v Hamburku Shakespearova cena. Jeho pravděpodobně největším oceněním je Řád britského impéria, jejž obdržel v roce 2000. V témže roce byl hostem Pražského festivalu spisovatelů.
Ian McEwan je ateista.

## Dílo
Jeho prvním vydaným dílem byla sbírka „makabrózních povídek“ První láska, poslední pomazání (1975, v originále First Love, Last Rites), jež v roce 1976 vyhrála Cenu Somerseta Maughama. Mezi první romány patří Betonová zahrada (1978, The Cement Garden) a Černí psi (1992, Black Dogs).
Román z roku 1997 Nezničitelná láska (Enduring Love) vyprávějící o osobě s Clerambaultovým syndromem bývá obecně označován za McEwanovo nejlepší dílo.[zdroj?]
V roce 1998 mu byla udělena Man Bookerova cena za psychologickou novelu Amsterdam (Amsterdam).
Roku 2001 následoval rozsáhlý román Pokání (Atonement), jenž zaznamenal ohromný pozitivní ohlas u čtenářů i literární kritiky. Překladatel McEwanových děl do češtiny Ladislav Šenkyřík jej dokonce označuje za nový vrchol McEwanovy literární tvorby.
McEwanův další román Sobota (2005, Saturday) popisuje na události zvláště bohatý den v životě jednoho neurochirurga. Hlavní hrdina, Henry Perowne, žije v domě na náměstí v centru Londýna, kde McEwan žil sám po přestěhování z Oxfordu. Tato kniha vyhrála cenu James Tait Black Memorial Prize za rok 2005.